# Зимбабвийско-турецкие отношения
Зимбабвийско-турецкие отношения — двусторонние дипломатические отношения между Зимбабве и Турцией. У Турции есть посольство в Хараре, а у Зимбабве есть посольство в Анкаре.

## История
До 1990 года Турция и Зимбабве в целом поддерживали дружеские отношения. Турция не признала возглавляемую Родезийским фронтом Родезию из-за отсутствия расового приспособления в этой партии. В Родезии у примерно 5 % белого населения была система, аналогичная системе Джима Кроу, которая поддерживала расовую дискриминацию. После того, как премьер-министр Родезии Ян Смит 11 ноября 1965 года объявил независимость Родезии, Турция присоединилась к Великобритании, чтобы оказать давление на правительство Яна Смита с помощью экономических санкций. Когда экономические санкции в значительной степени провалились, чернокожее население Родезии начало организовываться. В этом ему помог Фронт освобождения Мозамбика (ФРЕЛИМО), который позволил партизанам Зимбабвийского африканского национального союза (ЗАНУ) создать базы в соседнем Мозамбике и объявил войну Родезии.
К 1992 году Турция предоставила 47 из 900 млн фунтов стерлингов, которые международное сообщество выделило в качестве иностранной помощи правительству Роберта Мугабе, получившему одобрение за защиту белого сообщества в Зимбабве.
Отношения Турции с Зимбабве стали очень напряжёнными, когда правительство Роберта Мугабе начало конфисковать фермы, принадлежащие белым, без компенсации, а затем приказало провести операцию «Мурамбацвина» с целью нападения на народ шона, который жил в трущобах вокруг Хараре, снеся 100 000 домов. Это привело, по оценкам ООН, к гибели 1,2 млн человек.
В рамках своей политики открытости для Африки в 2011 году Турция открыла своё посольство в Хараре. Открытие турецкого посольства положительно повлияло на двусторонние отношения, частота дипломатических контактов на высшем уровне увеличилась. 3 октября 2019 года Зимбабве открыло своё посольство в Анкаре.

## Экономические отношения
Объём двусторонней торговли в 2019 году достиг 17,7 млн $ (экспорт/импорт из Турции: 5,9/11,8 млн $). Основными статьями экспорта Зимбабве являются платина, хлопок, табак, золото, железо, текстиль и готовая одежда, тогда как основными статьями импорта являются машины и автомобили, другие готовые продукты, химикаты, топливо и продукты питания.
Через Турецкое агентство по сотрудничеству и координации (TİKA) Турция оказывает Зимбабве помощь в целях развития в различных областях.
С 1992 года правительство Турции предоставляет стипендии по программе «Türkiye Scholarships» студентам из Зимбабве.
В июле 2021 года председатель Великого национального собрания Турции Мустафа Шентоп во время встречи с председателем Палаты собрания Зимбабве Джейкобом Мудендой заявил, что «Турция и Зимбабве должны углубить свои экономические отношения».